# Alamo Beach
Alamo Beach é uma comunidade não incorporada localizada no condado de Calhoun, no estado norte-americano do Texas.

## História
A região foi estabelecida durante a primeira década do século XX e tinha uma agência do correio de 1907 a 1915.

## Ensino
O ensino público na comunidade do Alamo é fornecido pelo Distrito Escolar Independente de Calhoun.